# Leone Andrea Maggiorotti
Leone Andrea Maggiorotti (Milano, 26 agosto 1860 – Roma, 4 febbraio 1940) è stato un militare italiano.

## Biografia
Fu allievo del corso 1875-78 della Scuola militare Nunziatella, ottenne la laurea in ingegneria presso il politecnico di Milano ed entrò nel Regio Esercito, guadagnandosi la fama di esperto nei servizi automobilistici di guerra agli albori dell'evoluzione del veicolo sul finire dell'Ottocento. 
In quegli stessi anni si dedicò anche all'insegnamento presso diverse accademie militari.
Guadagnatosi il rango di Maggiore Generale, poco dopo lo scoppio della prima guerra mondiale nel 1916 venne nominato Capo dei Servizi Aeronautici presso il Comando supremo militare italiano sul fronte friulano, presenziando personalmente agli attacchi che si svolsero sul cielo di Belluno nel 1917 contro l'aviazione austriaca, assistendo tra l'altro alla caduta di Arturo Dell'Oro e dedicando a quest'ultimo un encomio. Dapprima venne affiancato al Giulio Douhet, per poi sostituirlo definitivamente sul finire del conflitto.
Maggiorotti pensa di usare i Caproni Ca.33 450 hp dal 28 agosto 1917 sfruttando il periodo lunare dal 25 settembre all'8 ottobre. Viene quindi viene formato un Gruppo di 2 squadriglie dedicate denominato Distaccamento A.R. comandato dal Maggiore Armando Armani.
La squadriglie 1^ Bis (comandata da Gabriele D'Annunzio) e la 15^ Bis con 14 Ca.450 hp decollano dalle 23.00 del 4 ottobre decolla per bombardare il porto di Cattaro. 
Oltre a Maurizio Pagliano, Luigi Gori, Ivo Oliveti, Casimiro Buttini, Gino Lisa e Mariano D'Ayala Godoy alla rischiosa impresa vi prese parte anche il corrispondente di guerra del Corriere della Sera Guelfo Civinini.
Ritiratosi a vita privata dopo la Grande guerra, si dedicò alla scrittura di testi di architettura militare come Gli architetti militari nella Spagna, nel Portogallo e nelle loro colonie edito nel 1939.